# 벤치마크 인터내셔널 아레나
벤치마크 인터내셔널 아레나(영어: Benchmark International Arena)은 미국 플로리다주 탬파에 위치한 실내 경기장이다. NHL 탬파베이 라이트닝의 홈경기장으로 사용되고 있으며 NBA 토론토 랩터스가 코로나 19로 인해 2020~2021시즌 임시 홈경기장으로 사용했다.

## 같이 보기
- 스코샤뱅크 아레나